# Henriettea verrucosa
Henriettea verrucosa är en tvåhjärtbladig växtart som först beskrevs av José Jéronimo Triana, och fick sitt nu gällande namn av James Francis Macbride. Henriettea verrucosa ingår i släktet Henriettea och familjen Melastomataceae. Inga underarter finns listade i Catalogue of Life.